# Thysanoplusia ekeikei
Thysanoplusia ekeikei är en fjärilsart som beskrevs av Bethune-Baker 1906. Thysanoplusia ekeikei ingår i släktet Thysanoplusia och familjen nattflyn. Inga underarter finns listade i Catalogue of Life.